# Бежаны
Бежа́ны — деревня в Толмачёвском городском поселении Лужского района Ленинградской области.

## История
В деревне Бежаны Дремяцкого погоста Новгородского уезда по переписи 1677—1678 годов, помещице Марье Кириловне Бибиковой принадлежало 4 крестьянских двора и два двора бобыльских.
Упоминается, как деревня Божани на карте Санкт-Петербургской губернии 1792 года А. М. Вильбрехта.
Затем, как деревня Бежана она обозначена на карте Санкт-Петербургской губернии Ф. Ф. Шуберта 1834 года.

БЕЖАНИ — деревня, принадлежит титулярной советнице Чернышёвой, число жителей по ревизии: 27 м. п., 17 ж. п. (1838 год)

В середине XIX века в деревне была возведена деревянная часовня во имя Святого Николая Чудотворца.

БЕЖАМА — деревня Ведомства государственного имущества, по просёлочной дороге, число дворов — 8, число душ — 23 м. п. (1856 год)

БЕЖАНА (БЕЖАНЫ) — деревня, число жителей по X-ой ревизии 1857 года: 37 м. п., 39 ж. п.

БЕЖАНА — деревня казённая при реке Луге, число дворов — 10, число жителей: 36 м. п., 37 ж. п. (1862 год)

Согласно карте из «Исторического атласа Санкт-Петербургской Губернии» 1863 года деревня также называлась Бежана.
Согласно подворной описи 1882 года:

БЕЖАНА (БЕЖАНЫ) — деревня Красногорского общества Красногорской волости

домов — 28, семей — 16, число жителей — 53 м. п., 59 ж. п.; разряд крестьян — водворённые на собственной земле

Согласно материалам по статистике народного хозяйства Лужского уезда 1891 года, имение при селении Бежана площадью 98 десятин принадлежала местному крестьянину М. Васильеву, имение было приобретено в 1888 году за 1102 рубля.
В XIX веке деревня административно относилась к Красногорской волости 2-го стана Лужского уезда Санкт-Петербургской губернии, в начале XX века — 1-го стана.
По данным «Памятной книжки Санкт-Петербургской губернии» за 1905 год «на правом нагорном берегу [Луги] лежит деревня Бежана, владеющая богатыми залежами отличного белого песка, покупаемого ближайшим стекловаренным заводом».
- План деревни Бежаны. 1926 год

Согласно топографической карте 1926 года деревня называлась Бежана, в центре деревни находилась часовня, а на реке Бежанке — водяная мельница.
В 1928 году население деревни составляло 197 человек.
По данным 1933 года деревня называлась Бежаны и входила в состав Красногорского сельсовета.
C 1 августа 1941 года по 31 января 1944 года — находилась в оккупации.
В 1965 году население деревни составляло 37 человек.
По данным 1966 и 1973 годов деревня Бежаны также находилась в составе Красногорского сельсовета.
По административным данным 1990 года деревня Бежаны входила в состав Толмачёвского сельсовета.
В 1997 году в деревне Бежаны Толмачёвской волости проживали 5 человек, в 2002 году — 6 человек (все русские).
В 2007 году в деревне Бежаны Толмачёвского ГП — 3 человека.

## География
Деревня расположена в северной части района на правом (северном) берегу реки Луги, ниже посёлка Толмачёво, вблизи впадения в неё речки Бежанки.
Территория деревни вытянута вдоль реки Луги. Через деревню проходит одна улица — Бежанная.
К югу от деревни проходит автодорога 41А-186 (Толмачёво — автодорога «Нарва»).
Расстояние до административного центра поселения и ближайшей железнодорожной станции Толмачёво — 22 км.

## Демография
| 1862 | 2007 | 2010 | 2017 |
| ---- | ---- | ---- | ---- |
| 73   | ↘3   | ↘0   | ↗4   |